# Puyun
Puyun (kor. 부윤구역, Puyun-guyŏk) – jedna z 7 dzielnic Ch’ŏngjin, trzeciego pod względem liczby mieszkańców miasta Korei Północnej. Znajduje się w południowo-zachodniej części miasta. W 2008 roku liczyła 20 258 mieszkańców. Składa się z 7 osiedli (kor. dong) i 1 wsi (kor. ri).

## Historia
Przed wyzwoleniem Korei spod okupacji japońskiej, tereny należące do dzielnicy wchodziły w skład miejscowości Ryongsŏng i Kyŏngsŏng (powiat Kyŏngsŏng). Jako samodzielna jednostka administracyjna dzielnica Puyun powstała w lipcu 1970 roku z połączenia należących do dzielnicy Ra’nam dzielnicy robotniczej (kor. rodongjagu) Puyun oraz wsi Ŏyu. W 1989 roku do dzielnicy przyłączono tereny dzielnicy robotniczej Mayang, która należała wcześniej do powiatu Musan (prowincja Hamgyŏng Północny).

## Podział administracyjny dzielnicy
W skład dzielnicy wchodzą następujące jednostki administracyjne:
| Nazwa jednostki administracyjnej | Rodzaj jednostki administracyjnej | Chosŏn'gŭl | Hancha   |
| -------------------------------- | --------------------------------- | ---------- | -------- |
| Puyun-1-dong                     | osiedle                           | 부윤1동    | 富潤1洞  |
| Puyun-2-dong                     | osiedle                           | 부윤2동    | 富潤2洞  |
| Ch'ŏnsu-dong                     | osiedle                           | 천수동     | 天水洞   |
| Kosŏng-1-dong                    | osiedle                           | 고성1동    | 古城1洞  |
| Kosŏng-2-dong                    | osiedle                           | 고성2동    | 古城2洞  |
| Sŏnbawi-dong                     | osiedle                           | 선바위동   | 선바위동 |
| Ayang-dong                       | osiedle                           | 아양동     | 阿陽洞   |
| Ŏyu-ri                           | wieś                              | 어유리     | 漁遊里   |